# USS Ellyson (DD-454)
«Еллісон» (англ. USS Ellyson (DD-454) — військовий корабель, ескадрений міноносець типу «Глівз» військово-морських сил США за часів Другої світової війни.
«Еллісон» був закладений 26 липня 1941 року на верфі Federal Shipbuilding and Drydock Company у Карні (Нью-Джерсі), де 28 листопада 1941 року корабель був спущений на воду. 13 січня 1942 року він увійшов до складу ВМС США. Есмінець брав активну участь у бойових діях на морі в Другій світовій війні, бився у Північній Атлантиці, в Арктиці та на Тихому океані, біля берегів Франції, Англії, супроводжував атлантичні та арктичні конвої. Бойовий корабель за проявлену мужність та стійкість у боях заохочений сьома бойовими відзнаками.

## Історія служби

### 1943
5 квітня 1943 року «Еллісон» прибув до ВМБ «Арджентія», у домініоні Ньюфаундленд, для підготовки до операцій з Королівським флотом. 12 травня корабель відплив до Англії, забезпечуючи з іншими есмінцями прикриття лінкорів «Південна Дакота» і «Алабама» і в подальшому діяв у взаємодії з британським Домашнім флотом з військово-морської бази Скапа-Флоу на Оркнейських островах. Основними завданнями «Еллісона» в цей час була охорона арктичних конвоїв, забезпечення супроводження транспортних суден, що курсували між Мурманськом та Ісландією, та участь у діях союзного флоту, що намагався виманити німецький лінкор «Тірпіц» та інші капітальні кораблі Крігсмаріне з безпечних норвезьких баз на бій у відкритому морі. У липні «Еллісон» брав участь у вдалій імітації вторгнення на південь Норвегії, щоб відволікти увагу нацистів від справжньої операції союзної армії на Сицилії.
Протягом червня-липня 1943 року «Еллісон» виконував завдання у північній частині Атлантичного океану. На початку липня взяв участь у військових навчаннях за планом операції «Камера», яка мала за мету вивчення порядку дій флоту стосовно недопущення прориву німецького лінкору «Тірпіц» з Кофіорду до Північної Атлантики. У навчаннях брали участь авіаносець «Ф'юріос», лінкори «Герцог Йоркський», «Саут Дакота», крейсер «Глазго», есмінці «Махратта», «Мілн», «Маскітер», «Метеор», «Еллісон», «Еммонс», «Фітч», «Макомб», «Родман».
28 серпня 1943 року «Еллісон» вийшов з Норфолка, штат Вірджинія, разом з есмінцями «Еммонс» і «Родмен» склали ескорт лінійного корабля «Айова», який здійснював бойовий похід спочатку до берегів Канади, потім вирушив до південної Атлантики, патрулював поблизу бразильських та західноафриканських берегів. 3 листопада Еллісон забезпечував розвідку лінкору «Айова», на борту якого перебував президент США Франклін Д. Рузвельт, який рушив на Тегеранську конференцію.

### 1944
17 травня 1944 року у Середземному морі північно-західніше Тенеса «Еллісон» у взаємодії з американськими есмінцями «Нілдс», «Глівз», «Макомб», «Гамблтон», «Родмен», «Еммонс», «Гілларі Джонс» та британського бомбардувальника «Веллінгтона» потопив німецький підводний човен U-616. Всі 53 члени екіпажу врятовано.